# ویوین کاردن
ویوین کاردُن (انگلیسی: Vivien Cardone؛ زادهٔ ۱۴ آوریل ۱۹۹۳) یک هنرپیشه اهل ایالات متحده آمریکا است. وی از سال ۱۹۹۸ میلادی تاکنون مشغول فعالیت بوده‌است.
از فیلم‌ها یا برنامه‌های تلویزیونی که وی در آن نقش داشته‌است می‌توان به ذهن زیبا اشاره کرد.